# Mycetophila fritzi
Mycetophila fritzi är en tvåvingeart som beskrevs av Duret 1980. Mycetophila fritzi ingår i släktet Mycetophila och familjen svampmyggor. Inga underarter finns listade i Catalogue of Life.